# Брайсгау S-Bahn
Брайсгау S-Bahn (нім. Breisgau S-Bahn), створена під брендом Breisgau-S-Bahn 2020 — мережа S-Bahn, центром якої є Фрайбург-ім-Брайсгау, Баден-Вюртемберг, Німеччина.

## Лінії
Мережа складається з шести ліній, три з яких обслуговуються DB Regio Baden-Württemberg і три – SWEG Südwestdeutsche Landesverkehrs (SWEG): 
| Лінія | Маршрут                                                | Орератор                   |
| ----- | ------------------------------------------------------ | -------------------------- |
| S1    | Брайзах – Фрайбург-Головний – Зебрюгг                  | DB Regio Baden-Württemberg |
| S10   | Фрайбург-Головний – Філлінген                          | DB Regio Baden-Württemberg |
| S11   | Ендінген-ам-Кайзерштуль – Фрайбург-Головний – Нойштадт | DB Regio Baden-Württemberg |
| S2    | Фрайбург-Головний – Ельцах                             | SWEG                       |
| S3    | Бад-Кроцінген – Мюнстерталь                            | SWEG                       |
| S5    | Брайзах – Рігель-Мальтердінген                         | SWEG                       |